# Dvovlašće
Dvovlašće, diarhija (grč. δι-, di-, dvojno + -αρχία, arhía, vlast) ili duumvirat (lat. duumviratus, služba dvojice) oblik vlasti pri kojemu dvije osobe vladaju zajedno, bilo de jure ili obmanom ili silom de facto. Vođe takvih sustava nazivaju se suvladarima.
Suvlašće je jedan od najstarijih oblika vlasti. Primjeri iz povijesti uključuju spartanske kraljeve, konzule Rimske Republike, kao i vladare antičke Kartage, dinastiju Pandyan i polinezijska društva. Sustavi nasljedstva kod Germana i Dačana, kao i vladari carstva Inka također uključuju mogućnost dvovlašća.
Suvremeni primjeri uključuju Andoru, čiji su vladari francuski predsjednik i katolički biskup biskupije Urgell u Kataloniji, te San Marino čijom republikom upravljaju dva kapetana regenta.

## Neslužbeno dvovlašće
Pojam se također rabi u povijesti i politici kada na nekom određenom zemljopisnom/graničnom području istovremeno postoji dva vladara, odnosno dvije administrativno-političke vlasti. Takvo dvovlašće je obično povezano s političkim prevrtanjima (pobunama, građanskim ratovima, okupacijama) u nekim definiranim i priznatim granicama država, kraljevina, kneževina ili slično. 